# الهجرة غير الشرعية إلى الولايات المتحدة

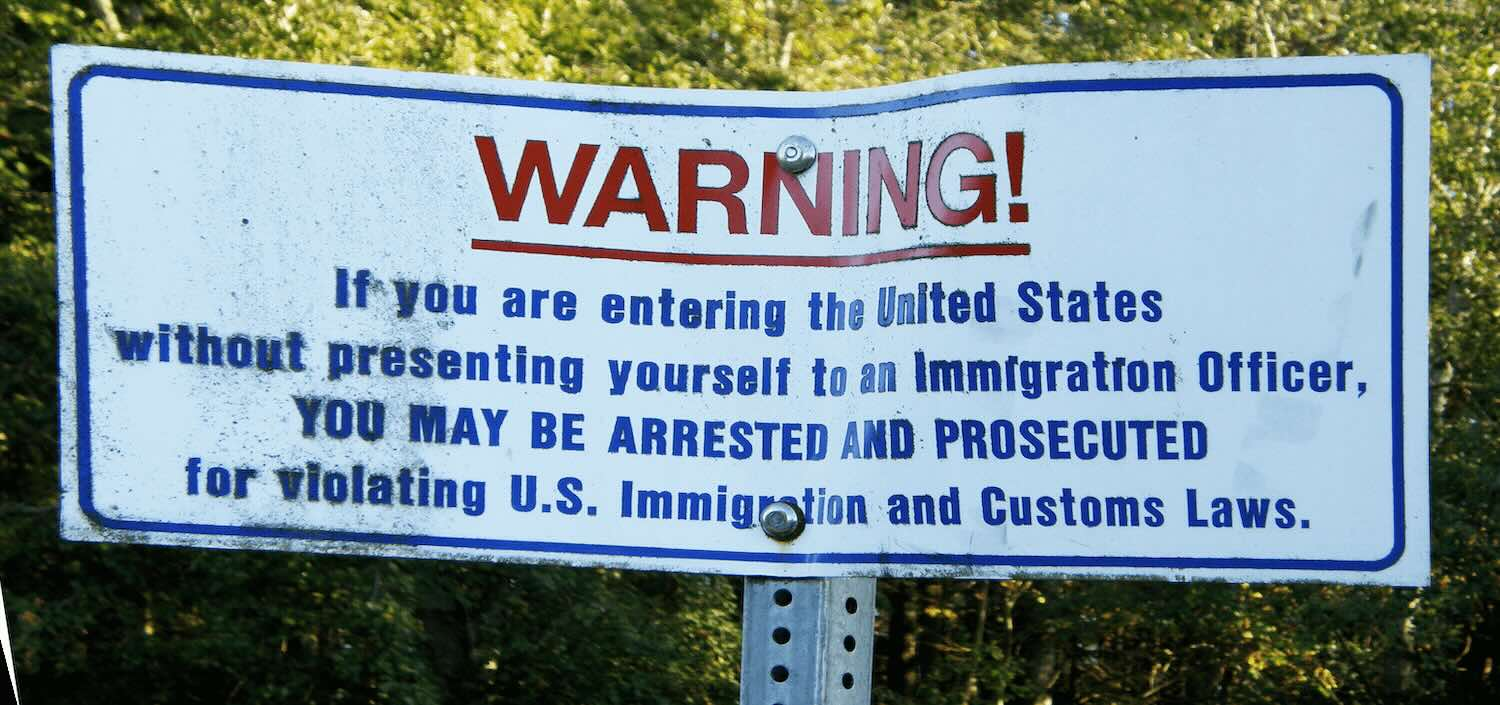
علامة تحذيرية على الحدود الدولية بين الولايات المتحدة وكندا في واشنطن.

الهجرة غير الشرعية إلى الولايات المتحدة هي خرق لقوانين الهجرة من قبل الرعايا الأجانب إلى الولايات المتحدة عن طريق دخول البلاد من دون تصريح من الحكومة (تأشيرة) أو الدخول بشكل قانوني والبقاء داخل البلد بعد تاريخ انتهاء التأشيرة المؤقتة.
في عام 2012 أنفقت إدارة باراك أوباما 18 مليار دولار على برامج إنفاذ قوانين الهجرة. القسم الأكبر من هذه الميزانية أنفقت على وكالات إنفاذ القوانين الاتحادية التي تنظم طريقة الهجرة إلى الولايات المتحدة.
ويقدر عدد المهاجرين غير الشرعيين في الولايات المتحدة حسب إحصائيات عام 2008 وفقا لمركز دراسات الهجرة نحو 12 مليون شخص، بانخفاض من 12.5 مليون شخص في عام 2007. وتتراوح تقديرات أخرى إلى ان 7-30 مليون نسمة. ووفقا لتقرير مركز بيو لاتينية، في عام 2004، كان 57٪ من المهاجرين غير الشرعيين من المكسيك. وكانت 24٪ من بلدان أمريكا اللاتينية الأخرى، في المقام الأول من أمريكا الوسطى؛  كانت 9٪ من آسيا؛ وكانت 6٪ من أوروبا وكندا؛ و 3٪ منهم من أفريقيا وبقية العالم.

## التقسيمات
فئات المولودين في الخارج في الولايات المتحدة هي:
- مواطنون أمريكيون ولدوا كمواطنين خارج الولايات المتحدة[6]
- المواطنون الأمريكيون المولودين خارج الولايات المتحدة (المتجنسون والمواطنون بالتبني) [7]
- غير المواطنين المولودين في الخارج مع إقامة حالية و/أو العمل في الولايات المتحدة (موثق)
- غير المواطنين المولودين في الخارج دون إقامة حالية و/أو العمل في الولايات المتحدة (غير قانوني)
- غير المواطنين المولودين في الخارج والممنوعون من الدخول (غير قانوني وغير مسموح به أيضًا)

يشكل الاثنان الأخيران مهاجرين غير شرعيين: نظرًا لعدم امتلاكهم وثائق قانونية تؤهلهم للوجود في الولايات المتحدة، يشار إليهم أيضًا باسم المهاجرين غير الشرعيين.
يمكن أن تصبح إقامة غير المواطنين غير قانونية بإحدى الطرق الأربع: عن طريق الدخول غير المصرح به، أو عدم قيام صاحب العمل بدفع رسوم توثيق العامل، أو البقاء بعد تاريخ انتهاء صلاحية التأشيرة أو الإذن الآخر، أو انتهاك الشروط القانونية للدخول.

## تاريخيًا
بعد أقل من سبع سنوات من منح العبيد السابقين الجنسية في التعديل الرابع عشر، سُنت ضوابط هجرة أكثر صرامة مع قانون الصفحة لعام 1875، الذي يحظر النساء الصينيات، وقانون الاستبعاد الصيني لعام 1882، الذي توسع ليشمل جميع المهاجرين الصينيين. في وقت مبكر من عام 1904، وُظف حراس الحدود من قبل دائرة الهجرة الأمريكية لمنع عبور الحدود الجنوبية غير الشرعية. غالبًا ما وُظفت تكساس رينجرز في حماية الحدود.
خلال أواخر القرن التاسع عشر، صدرت أحكام مختلفة للمحكمة العليا فيما يتعلق بالحقوق الدستورية للمهاجرين غير الشرعيين. في قضية يك مو هوبكينز في عام 1886، قضت المحكمة بأنه بموجب التعديل الرابع عشر، يحق لجميع الأشخاص -بغض النظر عن العرق أو اللون أو الجنسية- الإجراءات القانونية الواجبة والحماية المتساوية بموجب القانون. نص حكم مماثل في قضية وونغ وينغ 1896 على أن جميع الأشخاص داخل أراضي الولايات المتحدة يتمتعون بحماية متساوية بموجب التعديل الخامس والتعديل السادس.
عرّف قرار محكمة صدر عام 1904 أي أجنبي على أنه يفتقر إلى الحقوق الدستورية عندما لا يكون داخل الولايات المتحدة. وقع ثيودور روزفلت قانون التجنس لعام 1906، الذي يتطلب من المهاجرين تعلم اللغة الإنجليزية ليصبحوا مواطنين. في السنة الثالثة من الحرب العالمية الأولى، حدد قانون الهجرة لعام 1917 الأجانب بقائمة طويلة من غير المرغوب فيهم، بما في ذلك معظم الآسيويين. كانت حدود الولايات المتحدة شبه مفتوحة حتى أوائل القرن العشرين، مع رفض 1٪ فقط من عام 1890 إلى عام 1924، عادةً بسبب فشلهم في امتحان الصحة العقلية أو الصحة. وبينما كانت قوانين الهجرة خلال تلك السنوات فضفاضة، فإن القوانين التي تقصر التجنس على البيض والأفارقة تعني أن العديد من المهاجرين الآخرين واجهوا صعوبة في الحصول على الجنسية. خلقت هذه اللوائح على الفور مشاكل في التفسير - السؤال المثير للجدل حول من كان وما لم يكن أبيض أثار حفيظة المسؤولين المكلفين بتنفيذ القانون وأدى إلى انتقادات كبيرة. وأشار اتحاد المصلين العبريين الأمريكيين إلى أنه بموجب التفسير القائم بأن الأتراك والسوريين والفلسطينيين واليهود ليسوا من البيض، حتى يسوع الناصري نفسه سوف يُرفض طلب تجنيسه. نتيجة لذلك، كثيرًا ما اعترف القضاة ومسؤولو الهجرة بتجنيس الأشخاص غير المؤهلين فنيًا كشكل من أشكال الاحتجاج على القوانين.
قانون الهجرة لعام 1924، الذي وُقع قبل أسبوع واحد فقط من منح الأمريكيين الأصليين الجنسية، ووضع متطلبات التأشيرة وسن الحصص للمهاجرين من بلدان معينة، وخاصةً التي تستهدف جنوب وشرق أوروبا، وخاصة الإيطاليين واليهود، وحظر فعليًا جميع الآسيويين تقريبًا من الهجرة إلى أمريكا. بالإضافة إلى إنشاء دوريات الحدود الأمريكية رسميًا في نفس العام، مع توسيع مهامها في عام 1925 لتشمل حراسة ساحل البحر. أصبح الدخول غير المشروع إلى الولايات المتحدة مشكلة خاصة أثناء الحظر، عندما كان المهربون يدخلون البلاد بشكل غير قانوني من أجل نقل الكحول.
بحلول عام 1940، خففت الإجراءات الإدارية والتشريعية القيود العرقية المفروضة على تجنيس المهاجرين، بما في ذلك الحكم بأن المكسيكيين يعتبرون من البيض لأغراض الهجرة والتجنس، وقانون يسمح بتجنيس أحفاد الأعراق الأصلية في نصف الكرة الغربي. خُففت الحصص في قانون الهجرة والجنسية لعام 1952، وبعد عام من قانون الحقوق المدنية لعام 1964 الذي حظر التمييز على أساس العرق أو الأصل القومي، ألغى قانون الهجرة والجنسية لعام 1965 نظام الحصص. وضع قانون عام 1965 أيضًا العديد من القيود الجديدة التي يمكن قبول المهاجرين بموجبها للحصول على الإقامة الدائمة في الولايات المتحدة، بما في ذلك حظر أولئك الذين من المحتمل أن يصبحوا تحت الاتهام، أو أي شخص من المرجح أن يصبح معتمدًا بشكل أساسي على الحكومة من أجل العيش . زاد قانون عام 1990 من الحد السنوي للمهاجرين إلى 675000 في السنة.
في عام 1996، ناقش الكونجرس مشروعي قانون للهجرة -أحدهما يركز على الحد من الهجرة القانونية، والآخر يركز على الهجرة غير الشرعية. فشلت مشاريع قوانين إصلاح الهجرة القانونية في تمريرها، بينما مُرر مشروع قانون الهجرة غير الشرعية في شكل قانون إصلاح الهجرة غير الشرعية ومسؤولية المهاجرين لعام 1996. وقع الرئيس بيل كلينتون القانون ليصبح قانونًا وأصبح ساريًا في 1 أبريل 1997. تضمنت المكونات الرئيسية للقانون زيادة عدد وكلاء الحدود، وزيادة العقوبات على أولئك الذين ساعدوا المهاجرين غير الشرعيين إلى الولايات المتحدة، وخلق حظر على إعادة الدخول لمدة 10 سنوات على أولئك الذين رُحلوا بعد العيش في الولايات المتحدة بشكل غير قانوني لأكثر من عام واحد. وتوسيع قائمة الجرائم التي يمكن ترحيل أي مهاجر (بغض النظر عن الوضع القانوني).
استمر الجدل حول الهجرة غير الشرعية وسط مخاوف من وقوع هجمات إرهابية محتملة في أعقاب هجمات 11 سبتمبر 2001 وعدم وجود حاجز فعال بين المكسيك والولايات المتحدة. قام الرئيس دونالد ترامب بسن حظر سفر من سبع دول ذات أغلبية مسلمة والتي حددها أوباما على أنها دول مثيرة للقلق، والتي استُبعدت باعتبارها غير دستورية واستبدلت بنسخة أضيق صاغتها وزارة العدل، والتي وصفها ترامب بأنها مخففة وأيدته لاحقًا المحكمة العليا. خلال حملته الانتخابية الناجحة، وعد ترامب بجعل المكسيك تدفع مقابل جدار حدودي جديد. رفضت الحكومة المكسيكية القيام بذلك في ديسمبر 2019. دخلت الحكومة الفيدرالية في إغلاق جزئي اعتبارًا من 22 ديسمبر، 2018 إلى 25 يناير 2019 في مواجهة بشأن طلب ترامب للحصول على 5.7 مليار دولار لتمويل الجدار.

## الواجهة والتركيبة السكانية
في عام 2012، يعيش ما يقدر بنحو 14 مليون شخص في أسر يعيش فيها رب الأسرة أو الزوج/الزوجة في الولايات المتحدة دون إذن. يميل المهاجرون غير الشرعيين الذين وصلوا مؤخرًا قبل عام 2012 إلى أن يكونوا أفضل تعليمًا من أولئك الذين كانوا في البلاد لمدة عقد أو أكثر. ربع جميع المهاجرين الذين وصلوا مؤخرًا قبل عام 2012 لديهم على الأقل القليل من التعليم الجامعي. ومع ذلك، فإن المهاجرين غير الشرعيين كمجموعة يميلون إلى أن يكونوا أقل تعليمُا من الأقسام الأخرى من سكان الولايات المتحدة: 49% لم يكملوا المرحلة الثانوية، مقارنة بـ 9% من الأمريكيين المولودين في البلاد و 25% من المهاجرين الشرعيين. يعمل المهاجرون غير الشرعيين في العديد من قطاعات الاقتصاد الأمريكي. يتمتع المهاجرون غير الشرعيين بدخول أقل من كل من المهاجرين الشرعيين والأمريكيين المولودين في البلاد، لكن الأرباح تزداد إلى حد ما كلما طالت مدة بقاء الفرد في البلاد.

## وصلات خارجية
- جامعة كاليفورنيا بسان دييغو: مركز دراسات الهجرة المقارنة (بالإنجليزية)
- آثار الهجرات الأمريكية اللاتينية على علاقات الولايات المتحدة (بالإنجليزية)